# Françoise Beaucournu-Saguez
Françoise Beaucournu-Saguez (Paris, 4 novembre 1937 - Cesson-Sévigné, 11 août 2000) est une entomologiste française.

## Biographie
« Pendant plus de deux décennies (1972-1992), [Françoise Beaucournu-Saguez] a publié de nombreuses études précieuses sur les simulies d'Europe occidentale, d'Afrique du Nord et du Moyen-Orient,. »
Son travail de terrain et ses observations en France, en Espagne, au Portugal et au Maroc lui ont permis notamment de caractériser la femelle de Simulium velutinum au sein des autres espèces européennes du groupe Simulium aureum. Elle a également identifié la présence de Simulium ruficorne en Europe.
Son travail de taxonomie se caractérise aussi par la description de Levitinia freidbergi, une espèce provenant du plateau du Golan en Syrie.
Elle a décrit les trois taxons suivants : Crozetia seguyi (sv), Simulium golani (es) et Simulium bravermani (es).
Elle était associée au département de parasitologie et de zoologie appliquée de l'université de Rennes.
Son mari est le parasitologue Jean-Claude Beaucournu (d) (1934-).